# 千代田グラビヤ
株式会社千代田グラビヤ（ちよだグラビヤ、英: Chiyoda Gravure Corporation）は、東京都品川区大崎に本社を置く印刷会社である。

## 沿革
- 1948年（昭和23年）- 「株式会社千代田グラビヤ印刷社」を設立。初代代表取締役社長に佐藤裕雄就任。
- 1949年（昭和24年）‐ 千代田区神田神保町にて操業開始も間もなく焼失。千駄ヶ谷工場建設し操業再開。
- 1950年（昭和25年）- 業界初のカラーグラビア印刷に成功。
- 1954年（昭和29年）‐ 大崎に工場取得。ビニール印刷開始。
- 1955年（昭和30年）‐ セロファン印刷開始。
- 1962年（昭和37年）‐ 本羽田に応用印刷工場を取得。
- 1963年（昭和38年）‐ 大崎新本社完成。（オリンピック道路建設による本社移転）
- 1964年（昭和39年）‐ 本羽田に応用印刷第二工場を取得。
- 1971年（昭和46年）‐ 日本経済新聞社と合弁で千代田総業を設立。翌年より日本経済新聞の印刷を開始。
- 1972年（昭和47年）‐ 佐藤裕雄社長逝去、佐藤誠純社長就任。
- 1978年（昭和53年）‐ 埼玉県草加市に含浸工場を建設、生産開始。
- 1982年（昭和57年）‐ オランダ、リセ市に建材化粧紙拡販拠点として千代田ヨーロッパ社開設。
- 1986年（昭和61年）‐ ベルギー国ゲンク市の印刷工場を買収、千代田ヨーロッパ社本社工場とする。
- 1987年（昭和62年）‐ 米国ペンシルバニア州に建材事業の米国拠点APT社（のち千代田アメリカ社に改称）設立。
- 1996年（平成8年） ‐ 茨城県牛堀町（現潮来市）に出版印刷事業の新工場を建設、稼働開始。
- 1999年（平成11年）‐ 茨城県稲敷市に千代田エキスプレス製袋工場を建設稼働。
- 2001年（平成13年）‐ 牛堀工場西館（現潮来第二工場）竣工。
- 2002年（平成14年）‐ 3代目社長に佐藤裕芳が就任
- 2004年（平成16年）‐ 牛堀工場西館に製版棟を増設、製版機能を大崎より移転。
- 2005年（平成17年） - 現在地（合弁解消した旧千代田総業ビル）に本社を移転、資本金10,000万円とする。
- 2010年（平成22年） ‐ 産業資材事業の製造拠点として潮来第三工場を建設
- 2010年（平成22年）- 竹田印刷株式会社との資本業務提携により、合弁会社である株式会社千代田プリントメディアを設立。
- 2011年（平成23年）‐ 台湾台北市に産業資材の営業拠点日商千代田印刷社股份有限公司設立。
- 2012年（平成24年）‐ 千代田アメリカ社事業譲渡により建材米国事業撤退。

## 事業所
- 本社（東京都品川区大崎）
- 大阪営業所（大阪府大阪市中央区）
- 名古屋営業所（愛知県名古屋市東区）
- 静岡営業所（静岡県静岡市駿河区）
- 潮来第一工場（茨城県潮来市）
- 潮来第二工場（茨城県潮来市）
- 潮来第三工場（茨城県潮来市）
- 草加工場（埼玉県草加市）

## 関連会社
- 株式会社千代田プリントメディア
- 千代田ヨーロッパ社（ベルギー　ゲンク）
- 日商千代田印刷社股份有限公司　（台北市林森北路）
- 千代田セールズ社